# Belagerung von Stralsund (1715)
1. Phase: Schwedische Dominanz (1700–1709)
Dänischer Kriegsschauplatz (1700)
Humlebæk • Tönning I 
Livländ./ Estnischer Kriegsschauplatz (1700–1708)
Riga I • Jungfernhof • Varja • Pühhajoggi • Narva • Petschora • Düna • Rauge • Erastfer • Hummelshof • Embach • Tartu • Narva II • Wesenberg I • Wesenberg II
Ingermanländ./ Finnischer Kriegsschauplatz (ab 1701)
Archangelsk • Ladogasee • Nöteborg • Nyenschanz • Newa • Systerbäck • Petersburg • Wyborg I • Porvoo • Newa II • Koporje II • Kolkanpää
Litauisch-weißrussischer Kriegsschauplatz (1702–1706)
Vilnius • Saladen • Jakobstadt • Gemauerthof • Mitau • Grodno I • Olkieniki • Njaswisch • Klezk • Ljachawitschy
Polnischer Kriegsschauplatz (1702–1706)
Klissow • Pułtusk • Thorn • Lemberg • Warschau • Posen • Punitz • Tillendorf • Rakowitz • Praga • Fraustadt • Kalisch 
Russischer Kriegsschauplatz (1708–1709)
Grodno II • Golowtschin • Moljatitschi • Rajowka • Lesnaja • Desna • Baturyn • Koniecpol • Weprik • Opischnja • Krasnokutsk • Sokolki • Poltawa I • Poltawa II
2. Phase: Schweden in der Defensive (1710–1721)
Baltischer und Finnischer Kriegsschauplatz (bis 1714)
Riga II • Wyborg II • Pernau • Kexholm • Reval • Hogland • Pälkäne • Storkyro • Nyslott • Hanko 
Schwed./Norwegischer Kriegsschauplatz (1710–1721)
Helsingborg • Køge-Bucht • Bottnischer Meerbusen • Frederikshald I • Dynekilen-Fjord • Göteborg I • Strömstad • Trondheim • Frederikshald II • Marstrand • Ösel • Göteborg II • Södra Stäket • Grönham • Sundsvall
Norddeutscher Kriegsschauplatz (1711–1716)
Elbing • Wismar I • Lübow • Stralsund I • Greifswalder Bodden I • Stade • Rügen • Gadebusch • Altona • Tönning II • Stettin • Fehmarn • Wismar II • Stralsund II • Jasmund • Peenemünde • Greifswalder Bodden II • Stresow 
Die Belagerung von Stralsund während des Pommernfeldzugs 1715/1716 im Großen Nordischen Krieg begann am 12. Juli 1715 und endete mit der Kapitulation der schwedischen Besatzung der Festung Stralsund am 23. Dezember 1715.

## Vorgeschichte
Nachdem die Belagerungen der Festung in den Jahren 1711 bis 1713 gescheitert waren, zog im Sommer 1715 ein 25.000 Mann starkes Belagerungsheer unter dem Oberbefehl des preußischen Generals Fürst Leopold von Anhalt-Dessau vor Stralsund. Das Heer bestand aus dänischen, sächsischen und preußischen Truppen. Die preußischen Truppen wurden im Zentrum des Belagerungsringes stationiert, die Sachsen auf dem rechten Flügel und die Dänen auf dem linken Flügel. Der preußische König Friedrich Wilhelm I. und der dänische König Friedrich IV. bezogen ebenfalls Quartier in den jeweiligen Generalstabslagern.
Fürst Leopold von Anhalt-Dessaus Ansatz zur Eroberung von Stralsund bezog die Einnahme der Inseln Usedom und Rügen ein. Die Festung war in den ersten Belagerungen fortwährend von der Insel Rügen aus mit Nachschub versorgt worden. Die Insel Usedom war wichtig, weil die schwedische Marine zwischen Usedom und Rügen ebenfalls für Nachschub sorgen konnte.

## Die Festung
Die Stralsunder Stadtbefestigungen zählten im 17. und 18. Jahrhundert zu den größten Festungs- und Verteidigungsanlagen in Nordeuropa. Der Kommandant General Karl Gustav Düker legte 1711 unter den Kanonen der vorgelagerten Festung am Frankentor ein bewaffnetes und befestigtes Truppenlager an. Er besetzte es mit drei Infanterieregimentern. Außerdem hatten die Schweden vor den bereits angelegten Werken eine durchgehende Verschanzungslinie, mit Reduten und Bollwerksschanzen angelegt. Diese Linie reichte im Westen bis an einen Morast und im Osten bis an die Küste des Strelasunds.
Die Geländebeschaffenheit rund um Stralsund begünstigte eine effektive Verteidigung. Durch Moraste und überflutete Felder konnten einzelne Verschanzungen mit einer kleinen Besatzung bessere Verteidigungsmöglichkeiten erhalten als die Besatzungen des Linienverteidigungswalles.
Die Garnisonsstärke der Stadt betrug zu Beginn der Belagerung etwa 9.000 Mann. Nach der verlorenen Schlacht bei Stresow flüchteten weitere etwa 2000 Mann gemeinsam mit Karl XII. in die Festung.

## Die Belagerung
Der erste Schritt der Belagerer vor Stralsund war die Eroberung der Insel Usedom. General Georg Abraham von Arnim führte den Auftrag aus die Insel Usedom zu besetzen. Die dänische Marine unterstützte den sächsisch-preußischen Landangriff von See aus. Die Städte Wolgast und Wollin wurden im ersten Anlauf eingenommen, wie auch die Swineschanze, die mit nur 250 schwedischen Soldaten besetzt war. Karl XII. verließ die Insel, nachdem die Schanze an der Swinemündung gefallen war, und schiffte sich nach Stralsund ein.
Nur die an der Westspitze befindliche Peenemünder Schanze leistete erbitterten Widerstand. Deren Belagerung und der Sturmangriff am 21. August brachte die Insel endgültig in den Besitz der Alliierten. Da wie bei den zuvorigen Belagerungen kein ausreichendes Belagerungsgeschütz vorhanden war, wurden entlang der Belagerungslinie Laufgräben ausgehoben. Die schwedische Besatzung versuchte, durch ständige Ausfälle die Arbeiten an diesen Gräben zu behindern. Am 19. Oktober 1715 waren die von 3650 Arbeitern errichteten Laufgräben fertig.
Nach den Seegefechten im Greifswalder Bodden gelang es der dänischen Flotte Ende September 1715, die schwedische Flotte in den Stralsunder Festungshafen einzuschließen. Dadurch konnten Belagerungsgeschütze aus Stettin nach Anklam mit dem Schiff transportiert werden. Auf dem anschließenden Landweg wurde die Artillerie aufgeteilt. Der erste Teil wurde unter sächsisches Kommando gestellt und in Richtung Frankentor ausgerichtet, der zweite Teil wurden auf dem linken dänischen Flügel zentriert.

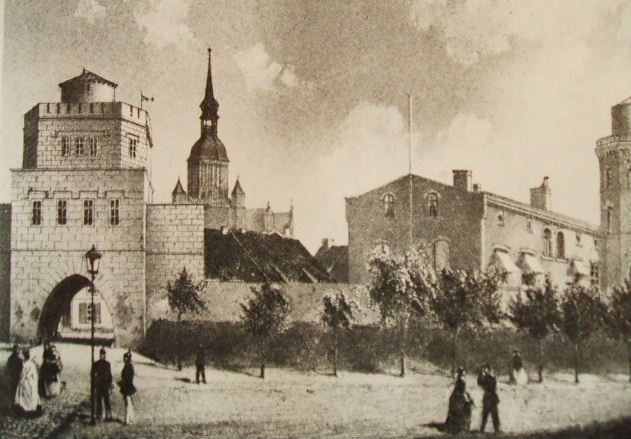
Linker Hand im Bild Tribseer Tor (um 1855)

Am 2. November 1715 begann der Beschuss des Tribseer Tores mit 24 Kanonen und 12 Mörsern. Mit 6600 sächsischen und preußischen Infanteristen und 2000 Kavalleristen unter dem Oberbefehl von Graf von Wackerbarth sollten in der Nacht vom 4. auf den 5. November 1715 die drei schwedischen Regimenter vor dem Frankentor angegriffen werden. Der Belagerungsring um Stralsund grenzte hier direkt an den Strelasund. Bei günstigen Wetterbedingungen betrug die Wassertiefe hier nur etwa drei Fuß. Der preußische Oberst Köppen erhielt den Befehl mit etwa 1800 Mann an dieser Stelle den Schweden in den Rücken zu fallen. Während der Großteil der Angriffsarmee, befehligt von General von Löben, über die Dämme direkt auf die Garnison zuging, wateten 1800 Mann, bis zur Hüfte im Wasser stehend und im Dunkel der Nacht, an den schwedischen Verteidigungslinien vorbei und gingen im Rücken der Verteidiger wieder an Land. Die Schweden wurden im anschließenden Kampf überwältigt. Ein Teil der Besatzung konnte sich über die Zugbrücke ins Innere der Festung retten. Dabei wurden sechs Preußen die die fliehenden Schweden verfolgten eingeschlossen und gefangen genommen. 200 weitere schwedische Soldaten konnten sich über Prahme in die Stadt retten, die restlichen 450 Schweden gingen in Kriegsgefangenschaft. Außerdem wurden 25 Kanonen und Nachschubgüter erbeutet. Der am nächsten Tag folgende Ausfallversuch durch General Düker wurde unter schweren Verlusten der Schweden zurückgeschlagen.
Während der Belagerung wurde im November 1715, unter dem Oberbefehl des Fürsten Leopold I. von Anhalt-Dessau, die Insel Rügen eingenommen. Dazu wurden 18.600 Mann von der Belagerungsarmee Richtung Ludwigsburg abgezogen. Dort wurden sie verschifft und am 15. November 1715 nach Rügen geschickt. Am Abend desselben Tages wurden die ersten Bataillone angelandet; sie verschanzten sich in der Nähe von Groß-Stresow. In der anschließenden Schlacht bewährten sich die Alliierten gegen den Sturmangriff der Schweden. Karl XII., der aus Stralsund im Geheimen nach Rügen übergesetzt hatte, musste geschlagen und verwundet das Schlachtfeld verlassen. Er kehrte nach Stralsund zurück. In der Folge wurde die Insel eingenommen und die Stadt auch von dieser Seite aus belagert.
Ab dem 22. November 1715 verstärkten die Belagerungstruppen den Beschuss auf die Stadt und setzten sie ab 3. Dezember durch Beschuss mit Brandbomben in Brand. Dies war die Vorbereitung zur endgültigen Stürmung der Festung. Unter dem Feuer der Artillerie rückten am 5. Dezember drei Sturmkolonnen auf den Deckungsweg der Festung zu. Der Sturm begann, nachdem die Artillerie eine kurze Feuerpause einlegte. Die schwedischen Besatzungen des Bedeckungsweges wurden schnell zurückgeworfen. Nach mehreren vergeblichen Versuchen, den Weg zurückzuerobern, zogen sich die Truppen in die Festung zurück. Die Eroberung und Verteidigung des Weges kostete die Alliierten 500 Mann an Toten und Verwundeten.
Am 16. Dezember 1715 begannen die Arbeiten an den Breschebatterien, um die Festung endgültig einzunehmen. Verhandlungen zur kampflosen Übergabe der Festung wurden von Karl XII. abgelehnt. Mit Hilfe der Breschen konnte die Hälfte der Hornwerke erklommen werden. Auch der Temperaturabfall und das Zufrieren der gefluteten Gräben erleichterte das Erstürmen der Hornwerke. Am Nachmittag des 17. Dezember 1715 begann der Großangriff. Die schwedischen Truppen kämpften anhaltend gegen den überlegenen Feind, wurden aber unter starken Verlusten und der Gefangennahme von 200 Mann und der Einnahme von 25 Kanonen zur Räumung der Außenwerke gezwungen. Dieser Angriff kostete 100 Angreifern das Leben, ein Teil von ihnen brach durch das dünne Eis der gefluteten Gräben und ertrank. Andere Heranstürmende wurden von Fladderminen und Pulversäcken getötet.
Am 18. Dezember 1715 unternahm Karl XII. einen Ausfall mit 1800 Soldaten. Er schickte eine Vorhut von 25 Soldaten auf die Stellung der dänischen Belagerer. Die schwedische Vorhut griff überraschend an, und in die geschlagene Bresche stürmte Karl XII., in der Uniform eines gemeinen Soldaten, mit seinem Korps. Der in Reserve stehende General Großdorf eilte mit seinen 1000 Mann den in Unordnung geratenen Dänen zu Hilfe, und gemeinsam wurde der Ausfall der Schweden gestoppt und zurückgeschlagen. Dieser Ausfall war die letzte militärische Aktion Karls XII. auf deutschem Boden. 100 tote Schweden blieben auf dem Schlachtfeld zurück, 70 wurden gefangen genommen.
Da jede weitere Gegenwehr erfolglos war, ließ Karl XII. den Alliierten die Bitte um einen fünfwöchigen Waffenstillstand überbringen. Der Unterhändler wurde abgewiesen. Der Schwedenkönig wollte den Hauptsturm der Alliierten noch abwarten und die letzte Verteidigung der Festung selbst kommandieren, aber seine Generäle und Minister drängten ihn zur Abreise. Er bestieg am 19. Dezember 1715 die letzte im Hafen liegende kleine Fregatte und kehrte nach Schweden zurück. Auch dieser Weg war nicht einfach, denn die dänische Flotte kreuzte vor Stralsund und der Hafen war zugefroren. Nachdem eine Passage ins Eis geschlagen wurde, segelte der König des Nachts durch die dänische Flotte. Benachteiligt durch den Wind, war es diesen nicht möglich, die Fregatte aufzubringen. Als die Fregatte die Küste von Rügen passierte, wurde sie von zwölf Kanonen und einer Batterie unter Beschuss genommen. Die dänischen Kanoniere töteten zwei Matrosen und zersplitterten den Mastbaum. Karl XII. wurde bei diesem Beschuss nicht verletzt und erreichte die offene See. Dort wurde er von zwei schwedischen Kreuzern aufgenommen und nach Schonen gebracht.

## Die Kapitulation

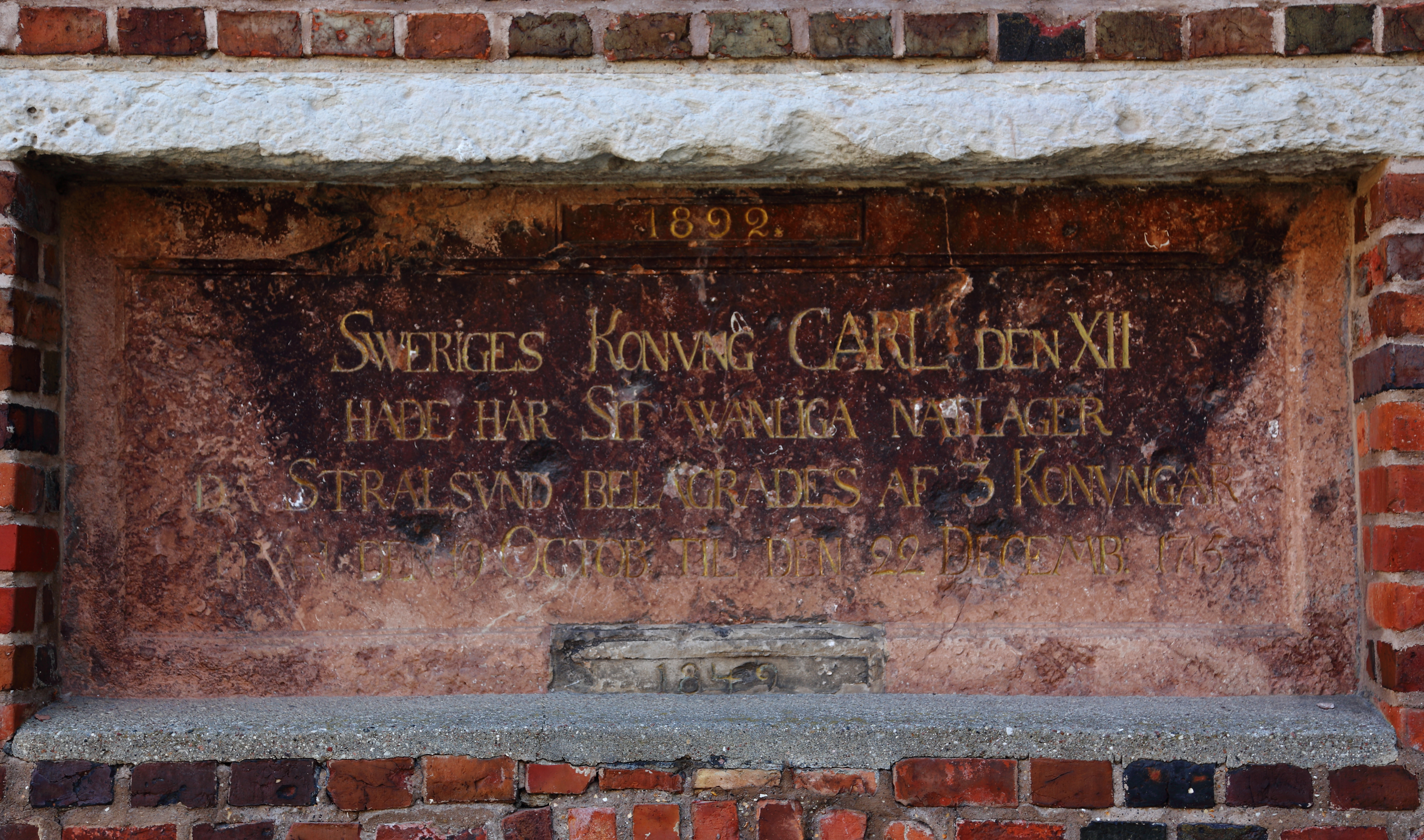
Gedenktafel an die Kapitulation

Nachdem Karl XII. die Stadt verlassen hatte, brachen die Belagerer die erste Bresche in die Hauptmauer der Festung. Der Kommandant General Düker hatte vom schwedischen König die Erlaubnis, die Festung zu übergeben. Am 22. Dezember 1715 waren die Übergabeverhandlungen abgeschlossen. Die 6.000 Mann starke Besatzung der Festung ging in Kriegsgefangenschaft. Der Kapitulationsvereinbarung gemäß erhielten die 1.000 aus Schweden stammenden Soldaten, darunter 117 Offiziere, freies Geleit in die Heimat. Die übrigen Soldaten wurden in die Armeen der Sieger eingegliedert. Die Munition, Geschütze und Nachschubgüter der Festung verblieben ebenfalls bei den Belagerern.
Die Kriegsbeute wurde unter den Siegermächten aufgeteilt. Den größten Anteil erhielten die Preußen. Den Dänen und Sachsen wurde vergleichsweise wenig Beute zugemessen. Sachsen wurden sechs Kanonen, 36 Fahnen, zwei Standarten, ein Paar Pauken, 333 Schusswaffen und sonstige Ausrüstung zugesprochen. Von den Kriegsgefangenen erhielt Kurfürst August der Starke sechs Regimenter Kavallerie und zehn – stark dezimierte – Regimenter Infanterie, insgesamt 1250 Mann, darunter zwei Generäle, 22 Stabsoffiziere, 85 Kapitäne und 142 Subaltern-Offiziere. Von den Mannschaften wurden nur 500 in die sächsischen Regimenter aufgenommen, die Übrigen wurden als Veteranen entlassen.

## Die Folgen
Der Verlust der Festung Stralsund und die im April 1716 folgende Übergabe der ebenfalls belagerten Hansestadt Wismar beendete den Nordischen Krieg auf deutschem Boden.
In dem im Jahre 1720 geschlossenen Frieden von Frederiksborg zwischen Dänemark und Schweden wurde die Hansestadt wieder unter schwedische Verwaltung gestellt.